# Ciocănești
Ciocănești es una comuna ubicada en el distrito de Suceava, Rumania.

## Superficie
Posee una superficie de 110,6 kilómetros cuadrados.

## Demografía
Hasta 2021 la población era de 1427 habitantes, con una densidad de población de 12,91 habitantes por kilómetro cuadrado.